# Кукша канадська
Ку́кша кан́адська  (Perisoreus canadensis) — птах роду кукша, поширений у зоні хвойних лісів Північної Америки. Птах близько споріднений із кукшами тайговою та китайською.

## Опис
Кукша канадська серед співочих птахів вирізняється більшим розміром, хоча поступається іншим сойкам. В середньому доросла канадська кукша виростає на 25 — 33 см в довжину. Розмах крил близько 45 см. Важить 65 — 70 г. У дорослих особин темніше сіре оперення спини і світло-сіре переду, низу крил та живота. Голова біла з темно-сірою до чорної «шапочкою». Короткий дзьоб і очі чорні. Довгий хвіст сіруватий зі світлими кінцями пер.  Лапи і їхні цівки чорні.. Оперення пухке і густе, що дає пташці достатній захист від холоду, якого вона справді потребує при її умовах природного поширення і поведінці.. Як і більшість воронових, кукша канадська не має виразного статевого диморфізму, з тим що самці дещо більші від самиць. Молодь спочатку забарвлена загалом у темніші тони, а після першої линьки в липні-серпні світлішає.. Середня тривалість життя, за спостереженнями на звичних гніздових територіях - близько 8 років, з тим що найстаріший із окільцьованих і випущених птахів прожив як мінімум 17 років.

## Поведінка
Канадська кукша запасає великі кількості поживи для пізнішого споживання. Своєю клейкою слиною вона приліплює маленькі шматочки корму до гілок вище рівня майбутнього снігового покриву. Вважається, що ця саме ця харчова поведінка дозволяє їй виживати протягом зимових місяців на північних територіях ареалу. Гніздовий період канадської кукші припадає на кінець зими. Вона висиджує яйця при температурах, які іноді падають до - 20°С. Як не дивно, кукша не має іншого гніздового періоду у травні-червні, коли це роблять інші птахи у бореальних лісах, незважаючи на більш сприятливі температурні умови для виведення потомства.
Виділяють кілька підвидів кукші канадської:
- P. canadensis pacificus – поширена від центральної Аляски і до середніх широт канадського узбережжя Пацифіку;
- P. canadensis canadensis – від північного сходу Аляски і до північного заходу Канади і північно-східних районів США;
- P. canadensis nigricapillus – північно-східний Квебек i Лабрадор у Канаді;
- P. canadensis albescens – від східних відрогів Скелястих гір через середній захід Канади і північ центральної частини США;
- P. canadensis bicolor – від Скелястих гір через південно-східну частину Британськоїх Колумбії і північно-східну Альберту до східного Вашингтону, Айдаго і західної Монтани;
- P. canadensis capitalis – Скелясті гори від південного Айдахо до Нью-Мексико і Аризони;
- P. canadensis griseus – Каскадні гори від південно-східної Канади до північно-східної Каліфорнії;
- P. canadensis obscurus – північно-західне узбережжя США;
- P. canadensis sanfordi – Ньюфаундленд.

Завдяки тому, що кукша канадська трапляється, хоч і не всюди, але практично в кожній провінції Канади, а також через її дружній норов, після певних дискусій її було номіновано національною пташкою Канади. 